# العلاقات البيروية الليتوانية
العلاقات البيروفية الليتوانية هي العلاقات الثنائية التي تجمع بين بيرو وليتوانيا.

## مقارنة بين البلدين
هذه مقارنة عامة ومرجعية للدولتين:
| وجه المقارنة                                              | بيرو                                   | ليتوانيا                                                    |
| --------------------------------------------------------- | -------------------------------------- | ----------------------------------------------------------- |
| المساحة (كم2)                                             | 1.29 مليون                             | 65.30 ألف                                                   |
| عدد السكان (نسمة)                                         | 32.16 مليون                            | 2.79 مليون                                                  |
| الكثافة السكانية (ن./كم²)                                 | 24.93                                  | 42.73                                                       |
| العاصمة                                                   | ليما                                   | فيلنيوس، كاوناس                                             |
| اللغة الرسمية                                             | اللغة الإسبانية، اللغة الأيمرية، كتشوا | اللغة الليتوانية                                            |
| العملة                                                    | سول بيروفي جديد                        | ليتاس ليتواني، يورو                                         |
| الناتج المحلي الإجمالي (بليون دولار)                      | 211.39 مليار                           | 47.17 مليار                                                 |
| الناتج المحلي الإجمالي (تعادل القوة الشرائية) بليون دولار | 393.13 مليار                           | 84.06 مليار                                                 |
| الناتج المحلي الإجمالي الاسمي للفرد دولار أمريكي          | 6.03 ألف                               | 14.15 ألف                                                   |
| الناتج المحلي الإجمالي للفرد دولار أمريكي                 | 11.99 ألف                              | 27.69 ألف                                                   |
| مؤشر التنمية البشرية                                      | 0.740                                  | 0.839                                                       |
| رمز المكالمات الدولي                                      | +51                                    | +370                                                        |
| رمز الإنترنت                                              | .pe                                    | .lt                                                         |
| المنطقة الزمنية                                           | توقيت بيرو، 00                         | ت ع م+02:00، ت ع م+03:00، أوروبا/فيلنيوس ‏، توقيت شرق أوروبا |

## منظمات دولية مشتركة
يشترك البلدان في عضوية مجموعة من المنظمات الدولية، منها:
| علم المنظمة | اسم المنظمة                               | تاريخ انضمام بيرو | تاريخ انضمام ليتوانيا |
| ----------- | ----------------------------------------- | ----------------- | --------------------- |
|             | وكالة ضمان الاستثمار متعدد الأطراف        | 2 ديسمبر 1991     | 8 يونيو 1993          |
|             | منظمة الشرطة الجنائية الدولية             | ?                 | ?                     |
|             | منظمة حظر الأسلحة الكيميائية              | ?                 | ?                     |
|             | منظمة التجارة العالمية                    | ?                 | ?                     |
|             | الأمم المتحدة                             | 31 أكتوبر 1945    | 17 سبتمبر 1991        |
|             | مؤسسة التمويل الدولية                     | 20 يوليو 1956     | 15 يناير 1993         |
|             | يونسكو                                    | 21 نوفمبر 1946    | 7 أكتوبر 1991         |
|             | مؤسسة التنمية الدولية                     | 30 أغسطس 1961     | 23 سبتمبر 2011        |
|             | البنك الدولي للإنشاء والتعمير             | 31 ديسمبر 1945    | 6 يوليو 1992          |
|             | المركز الدولي لتسوية المنازعات الاستشارية | 8 سبتمبر 1993     | 5 أغسطس 1992          |
|             | الاتحاد البريدي العالمي                   | ?                 | ?                     |
|             | الاتحاد الدولي للاتصالات                  | 12 يوليو 1915     | 1 يوليو 1923          |

## وصلات خارجية
- موقع وزارة الخارجية البيروفية
- موقع وزارة الخارجية الليتوانية